# Svátek středu podzimu

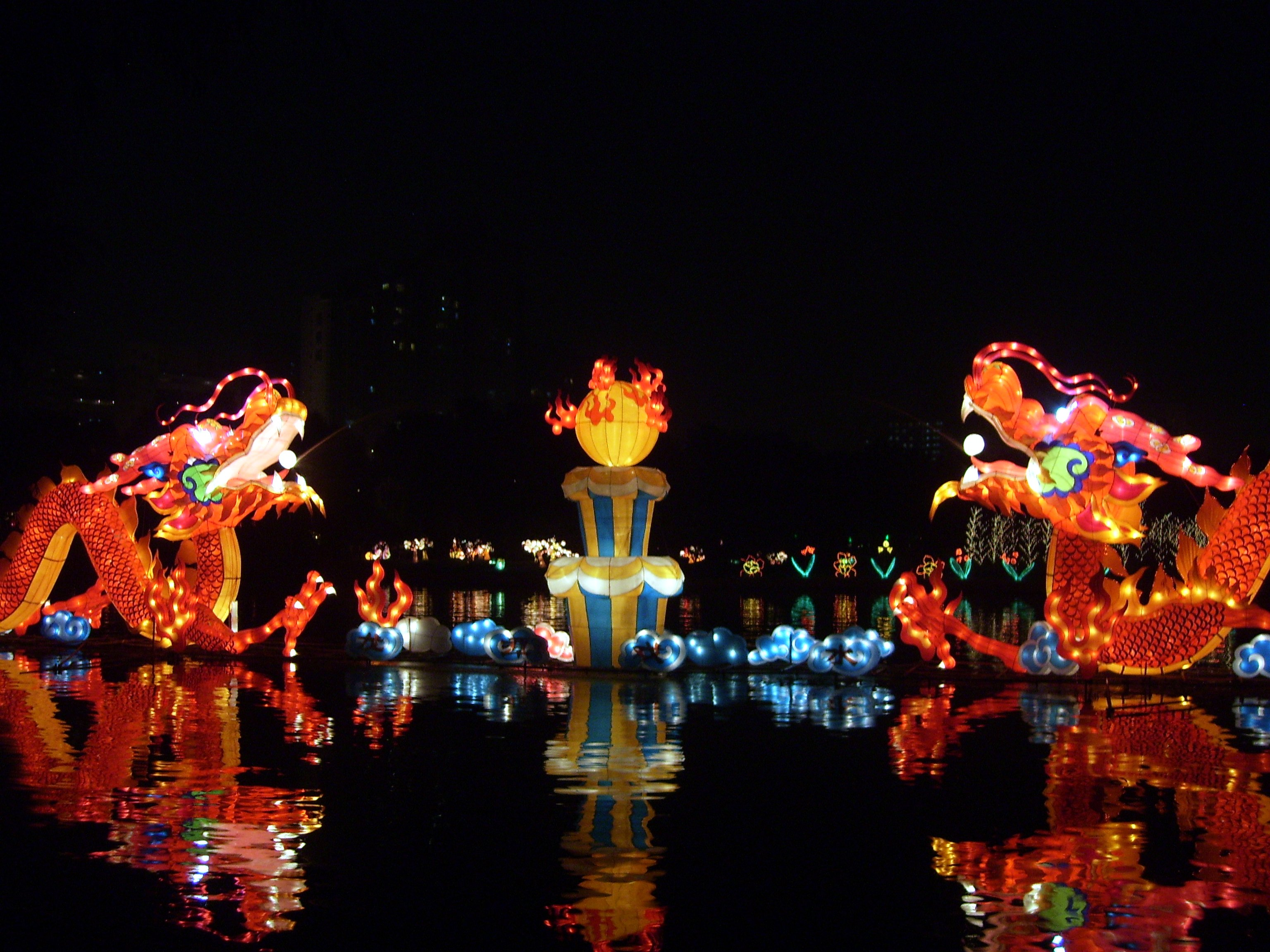
Svátek středu podzimu 中秋节

Svátek středu podzimu (čínsky pchin-jinem zhōngqiūjié, znaky zjednodušené 中秋节, tradiční 中秋節; vietnamsky tết Trung Thu) je tradiční čínský svátek původně spojený s oslavou ukončení sklizně. Připadá na 15. den 8. měsíce čínského lunárního kalendáře. V evropském kalendáři se pohybuje mezi počátkem září a počátkem října. Slaví se jak v Číně, tak na Tchaj-wanu, Japonsku, Koreji a Vietnamu.
O svátku se schází rodiny a přátelé ke slavnostnímu jídlu, oblíbené jsou měsíční koláče i další kulaté potraviny. Přinášejí se oběti Měsíční bohyni Čchang-e, která přináší štěstí. O svátku je měsíc v úplňku a sváteční úplněk je považován za nejjasnější a nejkulatější za celý rok.

## Lunární kalendář a datum svátku
Svátek středu podzimu, někdy též známý jako festival měsíce se koná 15. srpna v čínském lunárním kalendáři. Ten, podobně jako západní gregoriánský kalendář, má 12 měsíců v roce, ale pouze 29 nebo 30 dní v měsíci. Každý lunární měsíc začíná novým měsícem a úplněk padá na 15. den měsíce. Proto existuje 354,37 dní v roce, a tak se podle západního gregoriánského kalendáře data tradičních lunárních svátků, jako je právě i svátek středu podzimu, každý rok liší. Rozpor mezi 354 dny lunárního roku a 365 dny v kalendářním roce je vyrovnán tím, že každé dva nebo tři roky bude mít interkalární měsíc. Svátek středu podzimu tedy každý rok spadá v gregoriánském kalendáři na datum mezi druhým zářijovým týdnem a druhým říjnovým týdnem. 3

## Historie
Historie podzimních oslav sahá až do šangské doby (cca 1600–1046 př. n. l.), svátek je zmiňován v knize Čouské obřady, širokou popularitu svátek středu podzimu získal v tchangském období (618–907). V Čínské lidové republice byl svátek roku 2006 prohlášen za součást kulturního dědictví a o dva roky později za státní svátek. Významu a oblíbenosti v Číně ustupuje pouze novoročním svátkům.
Během dynastie Čching (1644–1911) se oslavy měsíce zkomplikovaly. Měsíční koláčky byly přejmenovány na „měsíční květiny, protože slovo měsíční koláč ,,jüe-ping“ znělo stejně jako slovo pro menstruaci (doslovně měsíční nemoc). Císařovna vdova Cch' Si, která si tento svátek měla obzvlášť v oblíbila, představila rituály měsíce trvající od 13. do 17. dne 8. lunárního měsíce. Dny předcházející 15. se nazývaly „svátky vítání“ a dny po „uzavření svátku“. Během těchto dnů si císařovna užívala speciální pokrmy příznivé pro štěstí, prosperitu a dlouhověkost. Část pokrmů pro štěstí se skládala z kousků kuřete a bažanta. Pro „prosperitu“ směs rýže se zvěřinou a pro „dlouhověkost“ byly plátky jehněčího masa.

## Tradiční průběh svátku

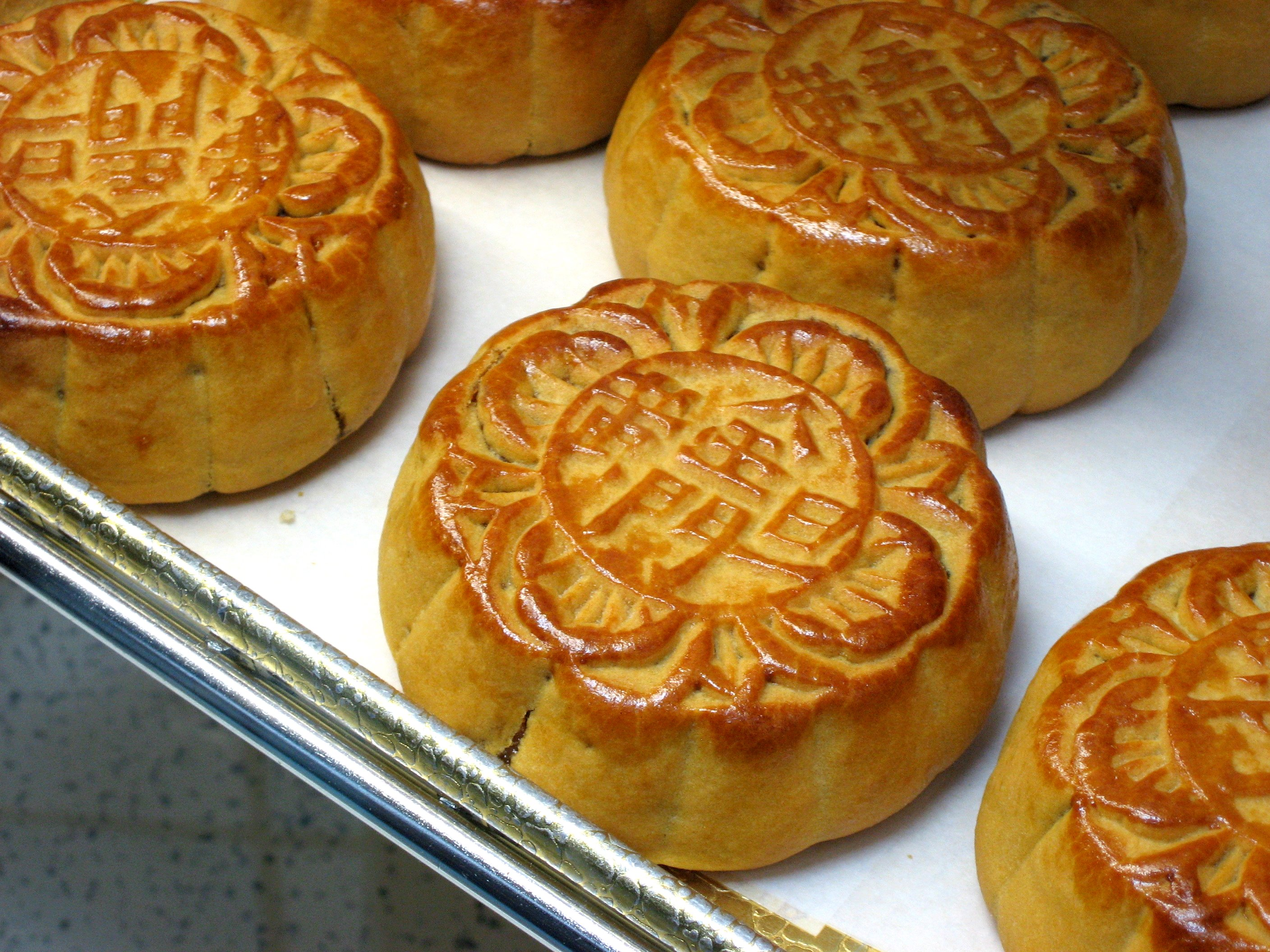
Měsíční koláčky 月饼

Svátek středu podzimu je pro Číňany, hned po čínském Novém roce, druhým nejvýznamnějším svátkem a to nejen z kulturního hlediska, ale též z ekonomického. Je to též významný svátek v Hongkongu, Tchaj-wanu a v Jižní Koreji. Číňané jsou zvyklí během svátku trávit čas s rodinou a přáteli. Tento svátek je někdy též přirovnáván k americkému svátku Den díkuvzdání. Pro tento svátek jsou též tradičním symbolem lucerny a koláčky ,,jüe-ping”.
Ženy obvykle připravily mísy naplněné ovocem kulatého tvaru jako je například jablko, granátové jablko, medová broskve či hrozny. Tvary těchto plodů symbolizovaly plnost měsíce a rodinnou harmonii. V některých oblastech byly hrušky z těchto mís vyloučeny, protože slovo „hruška“ (li) se vyslovuje stejně jako slovo pro „odloučení“. Na kamenný stůl byly též pokládány šálky, do kterých si rodina poté nalívala čaj. Během popíjení čaje si povídali, vyprávěli mytické příběhy a čekali na dokonalý okamžik, kdy bude měsíc nejkulatější a nejjasnější.
V podvečer festivalu středu podzimu si lidé vyprávěli příběhy o Měsíčním paláci a jeho obyvatelích jako je například králík s krátkým ocasem, dřevorubec Wu Gang či bohyně měsíce Čchang E a dálší.

### Příběh o Čchang E
K bohyni měsíce se pojí smutný příběh o odloučení od jejího manžela Chou Iho, který byl mistrovský lukostřelec. Jednoho dne se na obloze objevilo deset sluncí, která zářila tak jasně, že byl ohrožen život lidí na Zemi. Lukostřelec Chou I sestřelil devět sluncí a zůstalo pouze jedno, které září dodnes. Za odměnu dostal elixír života, ale protože elixíru nebylo dost pro oba, domluvili se, že jej ukryjí. Jednoho dne, kdy byla Čchang E sama doma, však přišel zloděj, který chtěl elixír života ukrást. Aby jej Čchang E před zlodějem ukryla, vypila ho a náhle začala stoupat a odletěla na měsíc, kde se stala bohyní měsíce.

### Mytologie měsíce
Číňané si měsíc spojují s jemností a jasností. 15. den 8. měsíce lunárního kalendáře je měsíc v úplňku, jehož kulatý tvar symbolizuje hojnost, harmonii, štěstí a sloučení rodiny. V čínské mytologii je měsíc považován jako obydlí nesmrtelných, k čemuž se vztahuje plno mýtů, spojených s dlouhověkostí. 